# Mercado Español de Futuros Financieros
El Mercado Español de Futuros Financieros (MEFF) es un mercado organizado regulado, controlado y supervisado por la Comisión Nacional del Mercado de Valores y el Ministerio de Economía de España, en el que se negocian distintos derivados financieros. Los productos negociados son contratos de futuros y opciones financieras sobre bonos del estado, el índice bursátil IBEX-35 y acciones.
Se creó en 1989. En 2001, se integró junto a AIAF y SENAF en MEFF AIAF SENAF Holding de Mercados Financieros, S.A. para beneficiarse de sinergias entre los distintos mercados y optimizar medios. Dicho grupo está a su vez integrado en el grupo Bolsas y Mercados Españoles.
Para comprar o vender contratos es necesario hacerlo a través de un intermediario financiero. Solo las entidades financieras que cumplen
determinados requisitos, y con las que MEFF tiene suscrito un contrato, tienen la capacidad de canalizar e introducir las órdenes cursadas por sus clientes directamente al mercado.
MEFF gestiona las garantías, cobros y pagos del mercado de derivados de futuros y opciones en la Bolsa de España.